# Bonifác Procházka (františkán)
Bonifác Procházka (?-1754) byl český františkán, kněz a kazatel. V blíže neznámém františkánském konventu působil jako jeho představený – kvardián. K zájmům či starostem bratra Bonifáce patřila také spiritualita nebo péče o kvalitu duchovního života svých spolubratří. Své myšlenky si Procházka zaznamenal v rukopise Florilegium piae animae napsaném údajně v Praze roku 1740. Knihu měl v užívání zřejmě až do své smrti, a tak se potenciálně mohlo jednat o poznámky, které používal při duchovním vedení. Františkán Bonifác Procházka zemřel 3. června 1754 v Zásmukách.